# Horizont van Gemmenich
De Horizont van Gemmenich of Horizont van Grenspaal 7 is een dunne laag in de ondergrond van het Nederlandse Zuid-Limburg en het omringende gebied in Duitsland en België. De horizont is onderdeel van de Formatie van Vaals en stamt uit het laatste deel van het Krijt (het Campanien).
Normaal gesproken ligt de Horizont van Gemmenich boven op het oudere Zand van Cottessen en onder het jongere Zand van Gemmenich (beide ook onderdeel van de Formatie van Vaals).
Deze horizont is vernoemd naar Gemmenich.